# Волшебная камера (мультфильм)
«Волшебная камера» — советский короткометражный рисованный мультфильм созданным режиссёром Виктором Арсентьевым на студии «Союзмультфильм» в 1976 году. 

## Сюжет
Заяц и Волк из «Ну, погоди!» решают сами снимать кино. Заяц через кинокамеру подсматривает за Волком и снимает небольшой фильм о классической для «Ну, погоди!» погоне.

## Создатели
- Автор сценария — Аркадий Хайт
- Режиссёр — Виктор Арсентьев
- Художники-постановщики — Владимир Крумин, Александр Винокуров
- Оператор — Светлана Кощеева
- Композиторы — Алексей Рыбников, Григорий Гладков
- Звукооператор —  Борис Фильчиков
- Роли озвучивали: Анатолий Папанов — Волк, Клара Румянова — Заяц
- Консультант — Евгений Морозов
- Художники-мультипликаторы: Виктор Арсентьев, Владимир Крумин, Николай Фёдоров, Александр Панов, Сергей Дёжкин
- Ассистент режиссёра — Татьяна Митителло
- Монтажёр — Маргарита Михеева
- Редактор — Пётр Фролов
- Директор картины — Фёдор Иванов